# Светски куп у алпском скијању 2014/15.
Четрдесет девета сезона Светског купа у алпском скијању почела је 25. октобра 2014. у Зелдену а завршена је 22. марта 2015. у Мерибелу. Титуле у укупном поретку одбранили су Аустријанци Марсел Хиршер и Ана Фенингер. Хиршеру је ово четврта узастопна титула победника Светског купа, док је Фенингеровој то друга титула. Сезона је током фебруара била прекинута због светског првенства у Вејлу и Бивер Крику.

## Календар такмичења

### Легенда
| СП | Спуст            |
| СВ | Супервелеслалом  |
| ВС | Велеслалом       |
| СЛ | Слалом           |
| П  | Паралелни слалом |
| К  | Суперкомбинација |
| Е  | Екипно такмичење |

### Мушкарци
| Датум                                                             | Место               | Дисциплина                                        | Првопласирани                                     | Другопласирани                                    | Трећепласирани                                    | Детаљи                                            |
| ----------------------------------------------------------------- | ------------------- | ------------------------------------------------- | ------------------------------------------------- | ------------------------------------------------- | ------------------------------------------------- | ------------------------------------------------- |
| 26. октобар 2014.                                                 | Зелден              | ВС                                                | Марсел Хиршер                                     | Фриц Допфер                                       | Алекси Пентиро                                    |                                                   |
| 16. новембар 2014.                                                | Леви                | СЛ                                                | Хенрик Кристоферсен                               | Марсел Хиршер                                     | Феликс Нојројтер                                  |                                                   |
| 29. новембар 2014.                                                | Лејк Луиз           | СП                                                | Ћетил Јансруд                                     | Мануел Озборн Паради                              | Гијермо Фајед                                     |                                                   |
| 30. новембар 2014.                                                | Лејк Луиз           | СВ                                                | Ћетил Јансруд                                     | Матијас Мајер                                     | Доминик Парис                                     |                                                   |
| 5. децембар 2014.                                                 | Бивер Крик          | СП                                                | Ћетил Јансруд                                     | Беат Фојц                                         | Стивен Најман                                     |                                                   |
| 6. децембар 2014.                                                 | Бивер Крик          | СВ                                                | Ханес Рајхелт                                     | Ћетил Јансруд                                     | Алекси Пентиро                                    |                                                   |
| 7. децембар 2014.                                                 | Бивер Крик          | ВС                                                | Тед Лигети                                        | Алекси Пентиро                                    | Марсел Хиршер                                     |                                                   |
| 13. децембар 2014.                                                | Вал д'Изер          | Због недостатка снега такмичење је одржано у Ореу | Због недостатка снега такмичење је одржано у Ореу | Због недостатка снега такмичење је одржано у Ореу | Због недостатка снега такмичење је одржано у Ореу | Због недостатка снега такмичење је одржано у Ореу |
| 14. децембар 2014.                                                | Вал д'Изер          | Због недостатка снега такмичење је одржано у Ореу | Због недостатка снега такмичење је одржано у Ореу | Због недостатка снега такмичење је одржано у Ореу | Због недостатка снега такмичење је одржано у Ореу | Због недостатка снега такмичење је одржано у Ореу |
| 12. децембар 2014.                                                | Оре                 | ВС                                                | Марсел Хиршер                                     | Тед Лигети                                        | Штефан Луиц                                       |                                                   |
| 14. децембар 2014.                                                | Оре                 | СЛ                                                | Марсел Хиршер                                     | Феликс Нојројтер                                  | Александар Хорошилов                              |                                                   |
| 19. децембар 2014.                                                | Вал Гардена         | СП                                                | Стивен Најман                                     | Ћетил Јансруд                                     | Доминик Парис                                     |                                                   |
| 20. децембар 2014.                                                | Вал Гардена         | СВ                                                | Ћетил Јансруд                                     | Доминик Парис                                     | Ханес Рајхелт                                     |                                                   |
| 21. децембар 2014.                                                | Алта Бадија         | ВС                                                | Марсел Хиршер                                     | Тед Лигети                                        | Тома Фанара                                       |                                                   |
| 22. децембар 2014.                                                | Мадона ди Кампиљо   | СЛ                                                | Феликс Нојројтер                                  | Фриц Допфер                                       | Јенс Бигмарк                                      |                                                   |
| 28. децембар 2014.                                                | Санта Катерина      | СП                                                | Травис Ганонг                                     | Матијас Мајер                                     | Доминик Парис                                     |                                                   |
| 1. јануар 2015.                                                   | Минхен              | ПС                                                | Отказано због недостатка снега.                   |                                                   |                                                   |                                                   |
| 6. јануар 2015.                                                   | Загреб              | СЛ                                                | Марсел Хиршер                                     | Феликс Нојројтер                                  | Себастијан-Фос Солевог                            |                                                   |
| 10. јануар 2015.                                                  | Аделбоден           | ВС                                                | Марсел Хиршер                                     | Алекси Пентиро                                    | Хенрик Кристоферсен                               |                                                   |
| 11. јануар 2015.                                                  | Аделбоден           | СЛ                                                | Стефано Грос                                      | Фриц Допфер                                       | Марсел Хиршер                                     |                                                   |
| 16. јануар 2015.                                                  | Венген              | К                                                 | Карло Јанка                                       | Виктор Мифа Жанде                                 | Ивица Костелић                                    |                                                   |
| 17. јануар 2015.                                                  | Венген              | СЛ                                                | Феликс Нојројтер                                  | Стефано Грос                                      | Хенрик Кристоферсен                               |                                                   |
| 18. јануар 2015.                                                  | Венген              | СП                                                | Ханес Рајхелт                                     | Беат Фојц                                         | Карло Јанка                                       |                                                   |
| 23. јануар 2015.                                                  | Кицбил              | К                                                 | Алекси Пентиро                                    | Марсел Хиршер                                     | Ондреј Банк                                       |                                                   |
| 24. јануар 2015.                                                  | Кицбил              | СП                                                | Ћетил Јансруд                                     | Доминик Парис                                     | Гијермо Фајед                                     |                                                   |
| 25. јануар 2015.                                                  | Кицбил              | СЛ                                                | Матијас Харгин                                    | Марсел Хиршер                                     | Феликс Нојројтер                                  |                                                   |
| 27. јануар 2015.                                                  | Шладминг            | СЛ                                                | Александар Хорошилов                              | Стефано Грос                                      | Феликс Нојројтер                                  |                                                   |
| Светско првенство у алпском скијању 2015. (од 2. до 15. фебруара) |                     |                                                   |                                                   |                                                   |                                                   |                                                   |
| 21. фебруар 2015.                                                 | Залбах              | СП                                                | Матијас Мајер                                     | Макс Франц                                        | Ханес Рајхелт                                     |                                                   |
| 22. фебруар 2015.                                                 | Залбах              | СВ                                                | Матијас Мајер                                     | Адријан Тео                                       | Ћетил Јансруд                                     |                                                   |
| 28. фебруар 2015.                                                 | Гармиш-Партенкирхен | СП                                                | Ханес Рајхелт                                     | Ромед Бауман                                      | Матијас Мајер                                     |                                                   |
| 1. март 2015.                                                     | Гармиш-Партенкирхен | ВС                                                | Марсел Хиршер                                     | Феликс Нојројтер                                  | Бенјамин Рајх                                     |                                                   |
| 7. март 2015.                                                     | Квитфјел            | СП                                                | Ханес Рајхелт                                     | Мануел Озборн Паради                              | Вернер Хер                                        |                                                   |
| 8. март 2015.                                                     | Квитфјел            | СВ                                                | Ћетил Јансруд                                     | Винсент Крихмајр                                  | Дастин Кук                                        |                                                   |
| 14. март 2015.                                                    | Крањска Гора        | ВС                                                | Алекси Пентиро                                    | Марсел Хиршер                                     | Тома Фанара                                       |                                                   |
| 15. март 2015.                                                    | Крањска Гора        | СЛ                                                | Хенрик Кристоферсен                               | Ђулијано Рацоли                                   | Матијас Харгин                                    |                                                   |
| 18. март 2015.                                                    | Мерибел             | СП                                                | Ћетил Јансруд                                     | Дидје Дефаго                                      | Георг Штрајтбергер                                |                                                   |
| 19. март 2015.                                                    | Мерибел             | СВ                                                | Дастин Кук                                        | Ћетил Јансруд                                     | Брис Роже                                         |                                                   |
| 21. март 2015.                                                    | Мерибел             | ВС                                                | Хенрик Кристоферсен                               | Фриц Допфер                                       | Тома Фанара                                       |                                                   |
| 22. март 2015.                                                    | Мерибел             | СЛ                                                | Марсел Хиршер                                     | Ђулијано Рацоли                                   | Александар Хорошилов                              |                                                   |

### Жене
| Датум                                                             | Место               | Дисциплина                                        | Првопласирана                                                              | Другопласирана                                                             | Трећепласирана                                                             | Детаљи                                                                     |
| ----------------------------------------------------------------- | ------------------- | ------------------------------------------------- | -------------------------------------------------------------------------- | -------------------------------------------------------------------------- | -------------------------------------------------------------------------- | -------------------------------------------------------------------------- |
| 25. октобар 2014.                                                 | Зелден              | ВС                                                | Микејла Шифрин Ана Фенингер                                                | -                                                                          | Ева-Марија Брем                                                            |                                                                            |
| 15. новембар 2014.                                                | Леви                | СЛ                                                | Тина Мазе                                                                  | Фрида Хансдотер                                                            | Катрин Цетел                                                               |                                                                            |
| 29. новембар 2014.                                                | Аспен               | ВС                                                | Ева-Марија Брем                                                            | Катрин Цетел                                                               | Федерика Брињоне                                                           |                                                                            |
| 30. новембар 2014.                                                | Аспен               | СЛ                                                | Никол Хосп                                                                 | Фрида Хансдотер                                                            | Катрин Цетел                                                               |                                                                            |
| 5. децембар 2014.                                                 | Лејк Луиз           | СП                                                | Тина Мазе                                                                  | Ана Фенингер                                                               | Тина Вајратер                                                              |                                                                            |
| 6. децембар 2014.                                                 | Лејк Луиз           | СП                                                | Линдси Вон                                                                 | Стејси Кук                                                                 | Џулија Манкусо                                                             |                                                                            |
| 7. децембар 2014.                                                 | Лејк Луиз           | СВ                                                | Лара Гут                                                                   | Линдси Вон                                                                 | Тина Мазе                                                                  |                                                                            |
| 13. децембар 2014.                                                | Куршевел            | Због недостатка снега такмичење је одржано у Ореу | Због недостатка снега такмичење је одржано у Ореу                          | Због недостатка снега такмичење је одржано у Ореу                          | Због недостатка снега такмичење је одржано у Ореу                          | Због недостатка снега такмичење је одржано у Ореу                          |
| 14. децембар 2014.                                                | Куршевел            | Због недостатка снега такмичење је одржано у Ореу | Због недостатка снега такмичење је одржано у Ореу                          | Због недостатка снега такмичење је одржано у Ореу                          | Због недостатка снега такмичење је одржано у Ореу                          | Због недостатка снега такмичење је одржано у Ореу                          |
| 12. децембар 2014.                                                | Оре                 | ВС                                                | Тина Мазе                                                                  | Сара Хектор                                                                | Ева-Марија Брем                                                            |                                                                            |
| 13. децембар 2014.                                                | Оре                 | СЛ                                                | Марија Пијетиле Холмнер                                                    | Тина Мазе                                                                  | Фрида Хансдотер                                                            |                                                                            |
| 20. децембар 2014.                                                | Вал д'Изер          | СП                                                | Линдси Вон                                                                 | Елизабет Гергл Викторија Ребензбург                                        | -                                                                          |                                                                            |
| 21. децембар 2014.                                                | Вал д'Изер          | СВ                                                | Елизабет Гергл                                                             | Ана Фенингер                                                               | Тина Мазе                                                                  |                                                                            |
| 28. децембар 2014.                                                | Семеринг            | ВС                                                | Такмичење је због недостатка снега премештено у Кихтаију у Тиролу          | Такмичење је због недостатка снега премештено у Кихтаију у Тиролу          | Такмичење је због недостатка снега премештено у Кихтаију у Тиролу          | Такмичење је због недостатка снега премештено у Кихтаију у Тиролу          |
| 29. децембар 2014.                                                | Семеринг            | СЛ                                                | Такмичење је због недостатка снега премештено у Кихтаију у Тиролу          | Такмичење је због недостатка снега премештено у Кихтаију у Тиролу          | Такмичење је због недостатка снега премештено у Кихтаију у Тиролу          | Такмичење је због недостатка снега премештено у Кихтаију у Тиролу          |
| 28. децембар 2014.                                                | Кихтаи у Тиролу     | ВС                                                | Сара Хектор                                                                | Ана Фенингер                                                               | Микејла Шифрин                                                             |                                                                            |
| 29. децембар 2014.                                                | Кихтаи у Тиролу     | СЛ                                                | Микејла Шифрин                                                             | Шарка Страхова                                                             | Венди Холденер                                                             |                                                                            |
| 1. јануар 2015.                                                   | Минхен              | ПС                                                | Отказано због недостатка снега.                                            |                                                                            |                                                                            |                                                                            |
| 4. јануар 2015.                                                   | Загреб              | СЛ                                                | Микејла Шифрин                                                             | Катрин Цетел                                                               | Нина Лесет                                                                 |                                                                            |
| 10. јануар 2015.                                                  | Бад Клајнкирхајм    | СП                                                | Отказано због снажног ветра. Такмичење ће бити одржано у Кортини Д'Ампецо. | Отказано због снажног ветра. Такмичење ће бити одржано у Кортини Д'Ампецо. | Отказано због снажног ветра. Такмичење ће бити одржано у Кортини Д'Ампецо. | Отказано због снажног ветра. Такмичење ће бити одржано у Кортини Д'Ампецо. |
| 11. јануар 2015.                                                  | Бад Клајнкирхајм    | СВ                                                | Отказано због снажног ветра. Такмичење ће бити одржано у Кортини Д'Ампецо. | Отказано због снажног ветра. Такмичење ће бити одржано у Кортини Д'Ампецо. | Отказано због снажног ветра. Такмичење ће бити одржано у Кортини Д'Ампецо. | Отказано због снажног ветра. Такмичење ће бити одржано у Кортини Д'Ампецо. |
| 13. јануар 2015.                                                  | Флахау              | СЛ                                                | Фрида Хансдотер                                                            | Тина Мазе                                                                  | Микејла Шифрин                                                             |                                                                            |
| 16. јануар 2015.                                                  | Кортина Д'Ампецо    | СП                                                | Елена Фанкини                                                              | Лариса Јуркју                                                              | Викторија Ребензбург                                                       |                                                                            |
| 17. јануар 2015.                                                  | Кортина Д'Ампецо    | СП                                                | Због обилних снежних падавина такмичење је померено за наредни дан.        | Због обилних снежних падавина такмичење је померено за наредни дан.        | Због обилних снежних падавина такмичење је померено за наредни дан.        | Због обилних снежних падавина такмичење је померено за наредни дан.        |
| 18. јануар 2015.                                                  | Кортина Д'Ампецо    | СВ                                                | Због такмичења у спусту такмичење је померено за наредни дан.              | Због такмичења у спусту такмичење је померено за наредни дан.              | Због такмичења у спусту такмичење је померено за наредни дан.              | Због такмичења у спусту такмичење је померено за наредни дан.              |
| 18. јануар 2015.                                                  | Кортина Д'Ампецо    | СП                                                | Линдси Вон                                                                 | Елизабет Гергл                                                             | Данијела Меригети                                                          |                                                                            |
| 19. јануар 2015.                                                  | Кортина Д'Ампецо    | СВ                                                | Линдси Вон                                                                 | Ана Фенингер                                                               | Тина Вајратер                                                              |                                                                            |
| 24. јануар 2015.                                                  | Санкт Мориц         | СП                                                | Лара Гут                                                                   | Ана Фенингер                                                               | Едит Миклош                                                                |                                                                            |
| 25. јануар 2015.                                                  | Санкт Мориц         | СВ                                                | Линдси Вон                                                                 | Ана Фенингер                                                               | Никол Хосп                                                                 |                                                                            |
| Светско првенство у алпском скијању 2015. (од 2. до 15. фебруара) |                     |                                                   |                                                                            |                                                                            |                                                                            |                                                                            |
| 21. фебруар 2015.                                                 | Марибор             | ВС                                                | Ана Фенингер                                                               | Викторија Ребензбург                                                       | Тина Вајратер                                                              |                                                                            |
| 22. фебруар 2015.                                                 | Марибор             | СЛ                                                | Микејла Шифрин                                                             | Вероника Веле Зузулова                                                     | Шарка Страхова                                                             |                                                                            |
| 27. фебруар 2015.                                                 | Банско              | СВ                                                | Због магле такмичење је померено за 2. март.                               | Због магле такмичење је померено за 2. март.                               | Због магле такмичење је померено за 2. март.                               | Због магле такмичење је померено за 2. март.                               |
| 28. фебруар 2015.                                                 | Банско              | СВ                                                | Такмичење је отказано због магле.                                          | Такмичење је отказано због магле.                                          | Такмичење је отказано због магле.                                          | Такмичење је отказано због магле.                                          |
| 1. март 2015.                                                     | Банско              | К                                                 | Ана Фенингер                                                               | Тина Мазе                                                                  | Катрин Цетел                                                               |                                                                            |
| 2. март 2015.                                                     | Банско              | СВ                                                | Ана Фенингер                                                               | Тина Мазе                                                                  | Линдси Вон                                                                 |                                                                            |
| 7. март 2015.                                                     | Гармиш-Партенкирхен | СП                                                | Тина Вајратер                                                              | Ана Фенингер                                                               | Тина Мазе                                                                  |                                                                            |
| 8. март 2015.                                                     | Гармиш-Партенкирхен | СВ                                                | Линдси Вон                                                                 | Тина Мазе                                                                  | Ана Фенингер                                                               |                                                                            |
| 13. март 2015.                                                    | Оре                 | ВС                                                | Ана Фенингер                                                               | Нађа Фанкини                                                               | Ева-Марија Брем                                                            |                                                                            |
| 14. март 2015.                                                    | Оре                 | СЛ                                                | Микејла Шифрин                                                             | Вероника Веле Зузулова                                                     | Шарка Страхова                                                             |                                                                            |
| 18. март 2015.                                                    | Мерибел             | СП                                                | Линдси Вон                                                                 | Елизабет Гергл                                                             | Никол Хосп                                                                 |                                                                            |
| 19. март 2015.                                                    | Мерибел             | СВ                                                | Линдси Вон                                                                 | Ана Фенингер                                                               | Тина Мазе                                                                  |                                                                            |
| 21. март 2015.                                                    | Мерибел             | СЛ                                                | Микејла Шифрин                                                             | Фрида Хансдотер                                                            | Вероника Веле Зузулова                                                     |                                                                            |
| 22. март 2015.                                                    | Мерибел             | ВС                                                | Ана Фенингер                                                               | Ева-Марија Брем                                                            | Тина Мазе                                                                  |                                                                            |

### Екипно такмичење
| Датум          | Место   | Дисциплина | Победници                                                                                                 | Другопласирани                                                                                            | Трећепласирани                                                               | Детаљи |
| 20. март 2015. | Мерибел | Е          | Швајцарска · Шарлот Шабл · Мишел Гизин · Венди Холденер · Ђино Кавијецел · Жистен Миризје · Рето Шмидигер | Шведска · Сара Хектор · Ана Свен Ларсон · Емели Викстрем · Матијас Харгин · Антон Ладенпере · Андре Мирер | Аустрија · Ева-Марија Брем · Кармен Талман · Кристоф Незиг · Филип Шергхофер |        |

## Поредак – мушкарци
| Поз. | Такмичар         | Број бодова |
| ---- | ---------------- | ----------- |
| 1.   | Марсел Хиршер    | 1448        |
| 2.   | Ћетил Јансруд    | 1288        |
| 3.   | Алекси Пентиро   | 1006        |
| 4.   | Феликс Нојројтер | 838         |
| 5.   | Фриц Допфер      | 797         |

| Поз. | Такмичар       | Број бодова |
| ---- | -------------- | ----------- |
| 1.   | Марсел Хиршер  | 690         |
| 2.   | Алекси Пентиро | 487         |
| 3.   | Тед Лигети     | 462         |
| 4.   | Фриц Допфер    | 346         |
| 5.   | Тома Фанара    | 330         |

| Поз. | Такмичар             | Број бодова |
| ---- | -------------------- | ----------- |
| 1.   | Марсел Хиршер        | 614         |
| 2.   | Феликс Нојројтер     | 591         |
| 3.   | Александар Хорошилов | 485         |
| 4.   | Хенрик Кристоферсен  | 463         |
| 5.   | Фриц Допфер          | 451         |

| Поз. | Такмичар      | Број бодова |
| ---- | ------------- | ----------- |
| 1.   | Ћетил Јансруд | 605         |
| 2.   | Ханес Рајхелт | 511         |
| 3.   | Гијермо Фајед | 389         |
| 4.   | Матијас Мајер | 386         |
| 4.   | Доминик Парис | 386         |

| Поз. | Такмичар      | Број бодова |
| ---- | ------------- | ----------- |
| 1.   | Ћетил Јансруд | 556         |
| 2.   | Доминик Парис | 353         |
| 3.   | Матијас Мајер | 274         |
| 4.   | Ханес Рајхелт | 243         |
| 5.   | Дастин Кук    | 239         |

| Поз. | Такмичар          | Број бодова |
| ---- | ----------------- | ----------- |
| 1.   | Карло Јанка       | 140         |
| 2.   | Алекси Пентиро    | 126         |
| 3.   | Виктор Мифа Жанде | 125         |
| 4.   | Ивица Костелић    | 110         |
| 5.   | Ондреј Банк       | 92          |

## Поредак – жене
| Поз. | Такмичарка     | Број бодова |
| ---- | -------------- | ----------- |
| 1.   | Ана Фенингер   | 1553        |
| 2.   | Тина Мазе      | 1531        |
| 3.   | Линдси Вон     | 1087        |
| 4.   | Микејла Шифрин | 1036        |
| 5.   | Никол Хосп     | 684         |

| Поз. | Такмичарка      | Број бодова |
| ---- | --------------- | ----------- |
| 1.   | Ана Фенингер    | 542         |
| 2.   | Ева-Марија Брем | 436         |
| 3.   | Микејла Шифрин  | 357         |
| 4.   | Сара Хектор     | 329         |
| 5.   | Тина Мазе       | 266         |

| Поз. | Такмичарка      | Број бодова |
| ---- | --------------- | ----------- |
| 1.   | Микејла Шифрин  | 679         |
| 2.   | Фрида Хансдотер | 569         |
| 3.   | Тина Мазе       | 439         |
| 4.   | Шарка Страхова  | 376         |
| 5.   | Катрин Цетел    | 356         |

| Поз. | Такмичарка     | Број бодова |
| ---- | -------------- | ----------- |
| 1.   | Линдси Вон     | 502         |
| 2.   | Ана Фенингер   | 399         |
| 3.   | Тина Мазе      | 356         |
| 4.   | Елизабет Гергл | 337         |
| 5.   | Нађа Фанкини   | 291         |

| Поз. | Такмичарка      | Број бодова |
| ---- | --------------- | ----------- |
| 1.   | Линдси Вон      | 540         |
| 2.   | Ана Фенингер    | 512         |
| 3.   | Тина Мазе       | 390         |
| 4.   | Корнелија Хитер | 286         |
| 5.   | Лара Гут        | 261         |

| Поз. | Такмичарка      | Број бодова |
| ---- | --------------- | ----------- |
| 1.   | Ана Фенингер    | 100         |
| 2.   | Тина Мазе       | 80          |
| 3.   | Катрин Цетел    | 60          |
| 4.   | Марго Баје      | 50          |
| 5.   | Мари-Мишел Гањо | 45          |

## Поредак – Куп нација
| Поз. | Држава     | Број бодова |
| ---- | ---------- | ----------- |
| 1.   | Аустрија   | 11617       |
| 2.   | Италија    | 6145        |
| 3.   | Швајцарска | 5362        |
| 4.   | САД        | 5069        |
| 5.   | Француска  | 5007        |

| Поз. | Држава     | Број бодова |
| ---- | ---------- | ----------- |
| 1.   | Аустрија   | 5768        |
| 2.   | Француска  | 3874        |
| 3.   | Италија    | 3412        |
| 4.   | Швајцарска | 3158        |
| 5.   | Норвешка   | 2592        |

| Поз. | Држава     | Број бодова |
| ---- | ---------- | ----------- |
| 1.   | Аустрија   | 5849        |
| 2.   | САД        | 3159        |
| 3.   | Италија    | 2733        |
| 4.   | Шведска    | 2291        |
| 5.   | Швајцарска | 2204        |